# Thác K'Reo
Thác K'Reo hay thác Kơ Reo, thác K Reo, là thác trên sông La Ngà ở vùng giáp ranh xã Đức Tín huyện Đức Linh tỉnh Bình Thuận và xã Gia Canh huyện Định Quán tỉnh Đồng Nai, Việt Nam .
Thác K'Reo ở cách Thác Mai 11°06′48″B 107°27′11″Đ / 11,113333°B 107,453056°Đ chừng hơn 5 km phía thượng nguồn sông La Ngà . Đường đến thác từ thành phố Phan Thiết là đi trên quốc lộ 1, rẽ phải ở ngã ba Căn Cứ 6 vào khoảng hơn 40 km hoặc ngã ba Ông Đồn đi vào hơn 25 km sẽ đến xã Đức Tín.